# Мустанг ТВ
Мустанг ТВ е бивш телевизионен канал в България, собственост на варненския „Мустанг Холдинг“. Стартира през 1996 г. във град Варна. През 1999 г. е „качен“ на сателит и е преименуван на MSAT.

## История
Телевизионният канал е създаден през 1996 г., като кабелна телевизия във Варна, собственост на варненския „Мустанг Холдинг“. Развива 22-часова програма с повече от 10 авторски телевизионни предавания. Собственото телевизионно студио, модерната техника и високия професионализъм на телевизионните екипи, спомагат телевизията да стане една е най-популярните телевизии в града и региона.
Едно от най-актуалните предавания на „Мустанг ТВ“ е „Звездите на бинго Мустанг“. В едноименното бинго всеки четвъртък гостува една от популярните фолкзвезди на България и тези концерти се предават директно по телевизията всяка седмица. „Звездите на бинго Мустанг“ е с изключителна гледаемост и е уникално по рода си предаване в края на 1990-те години. От 1999 г. се провежда национален поп-фолк фестивал „Златният мустанг“.
От април 1998 г., чрез южния телекомуникационен пръстен програмата на телевизията е предавана по кабел и в градовете Балчик, Бургас, Несебър, Поморие, Созопол, Слънчев бряг, Сливен, Ямбол, Стара Загора, Нова Загора, Казанлък, Тетевен, Карнобат, Пазарджик, Кърджали, Провадия, Исперих, Кубрат, Плевен, Разград, а от юни същата година започва пробно предаване за Велико Търново и София.
На 2 септември 1998 г. телевизията подписва договор за сателитно излъчване с държавната норвежка телекомуникационна компания Теленор, ползвайки сателита „ТОР 3“. През 1999 г. започва излъчването на нов спътников канал – „Мустанг Сат“, който скоро след това се преименува в MSAT.